# أب النسب
أب النسب أو جد النسب أوسلف نسبي يشير في كثير من الأحيان إلى مؤسس مفترض فحسب، لسلالة، أو لعائلة، أو لخط نسب، أو لقبيلة أو لعشيرة، أو لجنس، أو لشعب. في أبحاث تاريخ العائلة (علم الأنساب)، يحدد الأب النسبي بأقدم سلف موثق تاريخيًا، تنحدر من ذريته مجموعة عائلية بقرابة دموية مباشرة. ويكون هو في جذر شجرة العائلة (أو في أعلى قائمة الأسرة).

## الانتشار
على وجه الخصوص، تصل الأسر النبيلة والحاكمة نفسها بسلف أصلي باعتباره مؤسس وسلف لسلالتهم. كذلك المفهوم القانوني الرومي القديم «أغنات» Agnat (باللاتينية «مولود-/مضاف») يشير إلى نسب سلالي غير متقطع من أب النسب، ولكن يحتوي حصرًا على الأعضاء الذكور في النسب، في حين تصنف النساء على أنه فقط كوغنات kognatisch («مولدة مع»).
ومع ذلك، نادراً ما يتم إثبات الأبوة البيولوجية بوضوح، علاوة على ذلك، ينتمي الجد في الغالب إلى جيل أجداد بعيدين في الماضي ولم تصلنا أخباره إلا شفهياً. خصوصا في الجماعات ووالمجتمعات، التي تنسب نفسها حصريًا بالنسب الأبوي patrilinear عبر تسلسل خط الآباء، غالبًا ما تم إنشاء الجد المشترك كحكاية أصل من خلال أسطورة أصل لاحقة. على النقيض من ذلك، تنتسب العائلات والمجموعات النسبية الذين لديهم خطوط أمومية (من الأم إلى البنات) إلى «أم النسب». في جميع أنحاء العالم يمكن العثور على قواعد النسب لخط الأم، فهي تعد حوالي 200 من بين 300 1 من السكان الأصليين والجماعات الإثنية المسجلة في الأطلس الإثنوغرافي ، في حين يبلغ عدد المنتسبين للخط الأبوي نحو 600 (عبر الآباء إلى الأبناء)، بما في ذلك البعض الآخر الذين ينتسب عندهم الأبناء إلى خط آبائهم والبنات إلى خط أمهاتهم. 
في الأفكار الأسطورية للروم، اعتبر إله الحرب مارس السلف للشعب الرومي،  ومن رمز مارس ♂ اشتق رمز الرجولة (درع ذو رمح). بالإضافة إلى المدن والبلدان، تنتسب الشعوب كذلك في أساطيرها إلى أب نسبي (غالبًا ما يكون إلهيًا)، على سبيل المثال ينتسب الإغريق الهلنستيين إلى هيلين كسلف لهم . في الهندوسية الهندية، يعتبر مانو السلف لجميع الناس. في الديانات الإبراهيمية، يشار إلى آدم ونوح وإبراهيم وغيرهم في سياقات مختلفة باسم «السلف» (انظر أيضًا قصة التوراة عن الآباء الأصول).

## شخصيات شهيرة
بالإضافة إلى إله الحرب مارس وهلين، ومانو، نجد في الشرق الأوسط: إبراهيم وإسحاق وإسماعيل ويعقوب ويعرب وقحطان وعدنان. وخولان

## علم الوراثة
في علم الوراثة الأثري (الوراثة الأثرية)، تم تقفي صبغي أنسان ذكر من كروموسوم آدم على أساس الميراث الأبوي لكروموسوم الذكورة، باعتباره السلف الأقدم في الزمن السحيق، الذي يرتبط بيولوجيًا بجميع الرجال الذين يعيشون اليوم (وليس بالضرورة النساء) بسبب نسبه غير المنقطع. عاش آدم هذا في أفريقيا قبل ما يقدر بنحو 75000 سنة (±   15000).